# Virginia Alfieri
Virginia Alfieri (née le 25 octobre 1983 à Canosa di Puglia) est une joueuse italienne de volley-ball. Elle mesure 1,85 m et joue au poste de passeuse. 

## Clubs successifs
| Club                    | Pays   | De        | À         |
| ----------------------- | ------ | --------- | --------- |
| Amatori Volley Bari     | Italie | 1997-1998 | 1999-2000 |
| Jogging Volley Altamura | Italie | 2000-2001 | 2000-2001 |
| Brindisi                | Italie | 2001-2002 | 2001-2002 |
| Jogging Volley Altamura | Italie | 2002-2003 | 2002-2003 |
| Castellana Grotte       | Italie | 2004-2005 | 2004-2005 |
| Rolleri Vigolzone       | Italie | 2006-2007 | 2008-2009 |
| Azzurra Volley Molfetta | Italie | 2009-2010 | 2010-2011 |
| Puntotel Sala Consilina | Italie | 2011-2012 | 2011-2012 |
| Lavello Volley          | Italie | 2012-2013 | 2012-2013 |
| Volalto Caserta         | Italie | 2013-2014 | …         |